# Мартюшов, Сергей Николаевич
Сергей Николаевич Мартюшов (род. 15 марта 1954, Свердловск) — российский политический деятель. Депутат Государственной Думы второго созыва (1995—1999).

## Биография
Окончил Уральский государственный университет. Перед избранием в Государственную Думу работал старшим научным сотрудником Института математики Уральского отделения РАН.
16 июля 1998 года получил мандат депутата ГД вместо сложившего полномочия Грущака С. В. Член Комитета ГД по промышленности, строительству, транспорту и энергетике.